# Coppa KOVO 2011 (maschile)
La Coppa KOVO 2011, 6ª edizione della coppa di lega sudcoreana di pallavolo maschile, si è svolta dall'11 al 21 agosto 2011: al torneo hanno partecipato 6 squadre di club sudcoreane e la vittoria finale è andata per la seconda volta ai Korean Air Jumbos.

## Regolamento

### Formula
La competizione prevede tre fasi: una preliminare, una semifinale e la finale. 
- Nella fase preliminare le sei squadre provenienti dalla V-League vengono divise in due gironi tre squadre, al termine dei quali le prime due classificate accedono alla fase semifinale;
- Nella fase semifinale le due squadre provenienti da ciascun girone affrontano le due squadre classificate dall'altro girone, portandosi dietro il risultato del loro scontro diretto; al termine del turno le prime due classificate accedono in finale;
- In finale le due formazioni qualificate si affrontano in gara unica.

### Criteri di classifica
L'ordine del posizionamento in classifica è stato definito in base a:
- Numero di partite vinte;
- Ratio dei punti realizzati/subiti;
- Ratio dei set vinti/persi.

## Squadre partecipanti
| Girone A           | Girone B          |
| ------------------ | ----------------- |
| Dream 6            | Korean Air Jumbos |
| Hyundai Skywalkers | LIG Greaters      |
| KEPCO 45           | Samsung Bluefangs |

## Torneo

### Fase preliminare

#### Gruppo A

##### Risultati
| 11 agosto 2011 Suwon Gymnasium, Suwon Durata: 1h:38 - Spettatori: 1 285 | Dream 6            | 3 - 1 | KEPCO 45           | 25-15, 19-25, 25-23, 25-20        |
| 13 agosto 2011 Suwon Gymnasium, Suwon Durata: 1h:09 - Spettatori: 3 082 | Hyundai Skywalkers | 0 - 3 | Dream 6            | 19-25, 16-25, 21-25               |
| 15 agosto 2011 Suwon Gymnasium, Suwon Durata: 1h:57 - Spettatori: 3 005 | KEPCO 45           | 2 - 3 | Hyundai Skywalkers | 15-25, 25-22, 20-25, 25-21, 11-15 |

##### Classifica
| Pos. | Squadra            | G | V | P | SV | SP | Ratio | PF  | PS  | Ratio |
| ---- | ------------------ | - | - | - | -- | -- | ----- | --- | --- | ----- |
| 1    | Dream 6            | 2 | 2 | 0 | 6  | 1  | 6,000 | 169 | 139 | 1,215 |
| 2    | Hyundai Skywalkers | 2 | 1 | 1 | 3  | 5  | 0,600 | 164 | 171 | 0,959 |
| 3    | KEPCO 45           | 2 | 0 | 2 | 3  | 6  | 0,555 | 179 | 202 | 0,886 |

      Qualificata alla fase semifinale.

#### Gruppo B

##### Risultati
| 12 agosto 2011 Suwon Gymnasium, Suwon Durata: 1h:11 - Spettatori: 2 241 | LIG Greaters      | 0 - 3 | Samsung Bluefangs | 20-25, 24-26, 14-25               |
| 14 agosto 2011 Suwon Gymnasium, Suwon Durata: 2h:15 - Spettatori: 3 487 | Korean Air Jumbos | 2 - 3 | LIG Greaters      | 23-25, 23-25, 25-22, 30-28, 13-15 |
| 16 agosto 2011 Suwon Gymnasium, Suwon Durata: 1h:22 - Spettatori: 2 572 | Samsung Bluefangs | 0 - 3 | Korean Air Jumbos | 23-25, 25-27, 22-25               |

##### Classifica
| Pos. | Squadra           | G | V | P | SV | SP | Ratio | PF  | PS  | Ratio |
| ---- | ----------------- | - | - | - | -- | -- | ----- | --- | --- | ----- |
| 1    | Samsung Bluefangs | 2 | 1 | 1 | 3  | 3  | 1,000 | 146 | 135 | 1,081 |
| 2    | Korean Air Jumbos | 2 | 1 | 1 | 5  | 3  | 1,666 | 191 | 185 | 1,032 |
| 3    | LIG Greaters      | 2 | 1 | 1 | 3  | 5  | 0,600 | 173 | 190 | 0,901 |

      Qualificata alla fase semifinale.

### Fase semifinale

#### Risultati
| 17 agosto 2011 Suwon Gymnasium, Suwon Durata: 1h:16 - Spettatori: 1 825 | Hyundai Skywalkers | 0 - 3 | Korean Air Jumbos  | 23-25, 23-25, 15-25               |
| 18 agosto 2011 Suwon Gymnasium, Suwon Durata: 1h:42 - Spettatori: 1 711 | Dream 6            | 3 - 1 | Samsung Bluefangs  | 25-21, 25-22, 23-25, 26-24        |
| 19 agosto 2011 Suwon Gymnasium, Suwon Durata: 1h:50 - Spettatori: 1 959 | Dream 6            | 2 - 3 | Korean Air Jumbos  | 19-25, 20-25, 25-23, 25-20, 13-15 |
| 20 agosto 2011 Suwon Gymnasium, Suwon Durata: 1h:19 - Spettatori: 2 155 | Samsung Bluefangs  | 3 - 0 | Hyundai Skywalkers | 25-22, 25-16, 29-27               |

#### Classifica
| Pos. | Squadra            | G | V | P | SV | SP | Ratio | PF  | PS  | Ratio |
| ---- | ------------------ | - | - | - | -- | -- | ----- | --- | --- | ----- |
| 1    | Korean Air Jumbos  | 3 | 3 | 0 | 9  | 2  | 4,500 | 260 | 233 | 1,116 |
| 2    | Dream 6            | 3 | 2 | 1 | 8  | 4  | 2,000 | 276 | 256 | 1,078 |
| 3    | Samsung Bluefangs  | 3 | 1 | 2 | 4  | 6  | 0,667 | 241 | 241 | 1,000 |
| 4    | Hyundai Skywalkers | 3 | 0 | 3 | 0  | 9  | 0,000 | 182 | 229 | 0,795 |

      Qualificata in finale.

### Finale
| 21 agosto 2011 Suwon Gymnasium, Suwon Durata: 1h:07 - Spettatori: 3 380 | Korean Air Jumbos | 3 - 0 | Dream 6 | 27-25, 25-13, 25-14 |